# Marina Yurchenya
Marina Yurchenya (n. 9 noiembrie 1959, Odesa, RSS Ucraineană, URSS) este o înotătoare ucraineană, medaliată olimpică. A participat la o ediție a Jocurilor Olimpice (1976) în care a câștigat o medalie de argint.

## Participări
Lista de mai jos prezintă principalele competiții la care a participat Marina Yurchenya de-a lungul carierei.
- swimming at the 1976 Summer Olympics – women's 200 metre breaststroke[*]